# Stabæk Fotball
Stabæk Fotball – norweski klub piłkarski z miasta Bekkestua, w gminie Bærum (dzielnica Stabekk), założony w 1912 oraz jedna z sekcji wielosekcyjnego klubu Stabæk IF. W rozgrywkach Tippeligaen grał od 1995 aż do spadku w sezonie 2004. Jednak pobyt w Adeccoligaen (2. lidze) nie potrwał długo. W sezonie 2005 klub ten wygrał rozgrywki na drugim froncie i powrócił do Tippeligaen. W 1998 klub z Bekkestua zdobył Puchar Norwegii wygrywając 3:1 z Rosenborgiem BK Trondheim w finale. W 2008 Stabæk Fotball po raz pierwszy w historii zdobył mistrzostwo kraju.

## Sukcesy
- Eliteserien
  - mistrzostwo (1): 2008
  - wicemistrzostwo (2): 2007
- Puchar Norwegii
  - zwycięstwo (1): 1998
  - finał (1): 2008

## Europejskie puchary
Legenda do wszystkich tabel:
- Q – runda eliminacyjna, 1/16, 1/8, 1/4, 1/2 – odpowiednia faza rozgrywek, Grupa – runda grupowa, 1r gr – pierwsza runda grupowa, 2r gr – druga runda grupowa, F – finał, R – runda, PO – play-off
- k. – rzuty karne, los. – losowanie, Dogr. – dogrywka, w. – zasada bramek strzelonych na wyjeździe

| Sezon     | Rozgrywki        | Runda   | Klub                   | Dom | Wyjazd | Ogólnie    |
| --------- | ---------------- | ------- | ---------------------- | --- | ------ | ---------- |
| 1997      | Puchar Intertoto | Grupa 5 | Panachaiki GE          |     | 1–1    | 3. miejsce |
| 1997      | Puchar Intertoto | Grupa 5 | B36 Tórshavn           | 5–0 |        | 3. miejsce |
| 1997      | Puchar Intertoto | Grupa 5 | KRC Genk               |     | 3–4    | 3. miejsce |
| 1997      | Puchar Intertoto | Grupa 5 | Dinamo Moskwa          | 1–1 |        | 3. miejsce |
| 1998      | Puchar Intertoto | 1R      | FK Vojvodina Nowy Sad  | 1–2 | 2–3    | 3–5        |
| 1999/2000 | Puchar UEFA      | 1R      | Deportivo La Coruña    | 1–0 | 0–2    | 1–2        |
| 2000      | Puchar Intertoto | 1R      | Floriana FC            | 2–0 | 1–1    | 3–1        |
| 2000      | Puchar Intertoto | 2R      | AJ Auxerre             | 0–2 | 0–3    | 0–5        |
| 2002/03   | Puchar UEFA      | 1Q      | Linfield               | 4–0 | 1–1    | 5–1        |
| 2002/03   | Puchar UEFA      | 1R      | RSC Anderlecht         | 1–2 | 1–0    | 2–2, w.    |
| 2004/05   | Puchar UEFA      | 2Q      | FC Haka                | 3–1 | 3–1    | 6–2        |
| 2004/05   | Puchar UEFA      | 1R      | FC Sochaux-Montbéliard | 0–5 | 0–4    | 0–9        |
| 2008/09   | Puchar UEFA      | 2Q      | Stade Rennais          | 2–1 | 0–2    | 2–3        |
| 2009/10   | Liga Mistrzów    | 2Q      | KF Tirana              | 4–0 | 1–1    | 5–1        |
| 2009/10   | Liga Mistrzów    | 3Q      | FC København           | 0–0 | 1–3    | 1–3        |
| 2009/10   | Liga Europy      | PO      | Valencia CF            | 0–3 | 1–4    | 1–7        |
| 2010/11   | Liga Europy      | 2Q      | Dniapro Mohylew        | 2–2 | 1–1    | 3–3, w.    |
| 2012/13   | Liga Europy      | 1Q      | JJK Jyväskylä          | 3–2 | 0–2    | 3–4        |
| 2016/17   | Liga Europy      | 1Q      | Connah's Quay Nomads   | 0–1 | 0–0    | 0–1        |

## Skład na sezon 2018
| Nr | Poz. | Piłkarz                        |
| -- | ---- | ------------------------------ |
| 1  | BR   | Simen Lillevik Kjellevold      |
| 2  | OB   | Ronald Hernández               |
| 4  | OB   | Vadim Demidov                  |
| 5  | OB   | Steinar Strømnes               |
| 6  | OB   | Håkon Skogseid                 |
| 7  | NA   | Raymond Gyasi                  |
| 8  | PO   | John Hou Sæter                 |
| 9  | NA   | Abdul-Basit Agouda             |
| 10 | NA   | Franck Boli                    |
| 11 | PO   | Moussa Njie                    |
| 14 | PO   | Marius Østvold                 |
| 15 | OB   | Morten Renå Olsen              |
| 16 | OB   | Andreas Hanche-Olsen (kapitan) |
| 18 | OB   | Jeppe Moe                      |

| Nr | Poz. | Piłkarz                                              |
| -- | ---- | ---------------------------------------------------- |
| 20 | PO   | Ola Brynhildsen                                      |
| 21 | PO   | Daniel Granli                                        |
| 23 | PO   | Emil Bohinen                                         |
| 25 | PO   | Hugo Vetlesen                                        |
| 28 | PO   | Luc Kassi                                            |
| 30 | BR   | Sayouba Mandé                                        |
| 42 | OB   | Tobias Borchgrevink Børkeeiet                        |
| 60 | PO   | Edvard Race                                          |
| 77 | PO   | Tao Hongliang                                        |
| 88 | NA   | Herman Geelmuyden                                    |
| 89 | PO   | Tonny Brochmann                                      |
| 94 | PO   | Martin Rønning Ovenstad (wypożyczony ze Sturmu Graz) |
| 99 | NA   | Ohi Omoijuanfo                                       |

## Strony klubowe
- Oficjalna strona internetowa klubu (norw.)
- Strona kibiców (Stabæk Inferno). stabaek-inferno.no. [zarchiwizowane z tego adresu (2006-06-26)].
- Strona kibiców (Stabæk Support)